# Michel Patrick Boisvert
Michel Patrick Boisvert (n.  ?) este un funcționar și om de stat haitian, care a deținut funcția de ministru al Economiei și Finanțelor începând din 2020, în guvernele conduse de Joseph Jouthe⁠(d), Claude Joseph⁠(d) și Ariel Henry.
Anterior, Boisvert a fost director general al Ministerului Economiei și Finanțelor între 2018 și 2020. În contextul escaladării războiului între bande în Haiti, între februarie și martie 2024, el a exercitat funcția de prim-ministru interimar, supraveghind activitatea guvernului lui Henry în timpul absenței acestuia, iar apoi după demisia sa din 11 martie.

## Biografie
Michel Patrick Boisvert s-a născut în Petit-Goâve. Este licențiat în contabilitate al Universității din Port-au-Prince, deține o diplomă în economie de la Universitatea de Stat din Haiti și un master în managementul politicilor economice de la Universitatea din Auvergne.
A lucrat la Banca Republicii Haiti între 1991 și 1995, apoi a fost numit funcționar regional în cadrul Ministerului Economiei și Finanțelor, cu sediul în Petit-Goâve, între 1995 și 2010. Din 2010 până în 2018, Boisvert a activat în cadrul aceluiași minister ca director al inspecției fiscale.
În 2018, a fost numit director general al Ministerului Economiei și Finanțelor.
La 5 martie 2020, a intrat în guvernul premierului Joseph Jouthe⁠(d) în funcția de ministru al Economiei și Finanțelor și și-a păstrat acest post și sub succesorul acestuia, Claude Joseph⁠(d). Boisvert a rămas ministru și în guvernul interimar condus de Ariel Henry, format după asasinarea președintelui Jovenel Moïse în 2021.
La 25 februarie 2024, Boisvert a preluat conducerea interimară a guvernului în lipsa lui Henry, plecat în Kenya pentru a negocia trimiterea de forțe de poliție kenyene în Haiti, pe fondul unei crize interne marcate de o escaladare a violenței bandelor armate. În timpul absenței lui Henry, o ofensivă majoră a grupărilor armate a vizat guvernul haitian, determinându-l pe Boisvert să declare stare de urgență la 3 martie. Pe 7 martie, în contextul crizei persistente și al imposibilității întoarcerii lui Henry în țară, Boisvert a prelungit starea de urgență cu o lună.
Deși inițial a exclus o demisie, în timp ce opozantul Moïse Jean-Charles propunea crearea unui Consiliu prezidențial, susținut ulterior de alte formațiuni politice, Ariel Henry a demisionat la 11 martie 2024. Decizia a fost luată în cadrul unei reuniuni a Comunității Caraibelor (CARICOM), unde semnatarii Acordului Montana, En Avant și Colectivul semnatarilor declarației din 30 ianuarie 2023 au înaintat propuneri pentru organizarea tranziției. Statele Unite au sugerat înlocuirea lui Ariel Henry cu un Consiliu prezidențial.
Boisvert a fost înlocuit de un Consiliu prezidențial compus din șapte până la nouă membri (dintre care unii cu statut de observatori), cu un model de guvernare colegială și un nou șef de guvern supravegheat de acest consiliu. Membrii consiliului au fost aleși de partidele politice, Acordul Montana și sectorul privat.
Ariel Henry a continuat să prezideze ședințele consiliului de miniștri de la distanță.
Un acord politic a fost semnat la 7 aprilie pentru a permite intrarea în funcție a Consiliului prezidențial și a prevăzut o tranziție de 22 de luni până la 7 februarie 2026. Acesta a fost publicat în jurnalul oficial Le Moniteur la 12 aprilie.
Decretul, care inițial a constatat lipsa expedierii afacerilor curente de către Ariel Henry, a fost modificat de Consiliul de miniștri în ceea ce privește acest aspect și condițiile de eligibilitate ale membrilor. De asemenea, decretul nu a menționat numele Consiliului prezidențial de tranziție, în timp ce ministerul Comunicațiilor a solicitat membrilor desemnați să trimită documentele cerute pentru intrarea în funcție, dacă îndeplineau condițiile de eligibilitate. Având în vedere posibilitatea ca Consiliul de miniștri să modifice componența Consiliului prezidențial de tranziție, acesta a solicitat, la 14 aprilie, publicarea acordului politic, a decretului inițial și a numelor membrilor săi.
La 15 aprilie, ordinul de numire a membrilor Consiliului prezidențial de tranziție, datat 12 aprilie, a fost făcut public de directorul Presei naționale. Totuși, guvernul, în timp ce a confirmat autenticitatea acestuia, a afirmat că publicarea nu fusese autorizată. Un nou ordin rectificativ a fost publicat la 16 aprilie.
La 24 aprilie, Ariel Henry și-a dat demisia. Michel Patrick Boisvert a asigurat interimatul. La 25 aprilie, Consiliul prezidențial de tranziție a fost instalat oficial, iar membrii săi au depus jurământul la Palatul Național. La 30 aprilie, Edgard Leblanc Fils a fost ales președinte al Consiliului prezidențial, iar Fritz Bélizaire a fost desemnat prim-ministru de tranziție, însă numirea acestuia a fost anulată la 1 mai următor.